# Advanced Trainlab

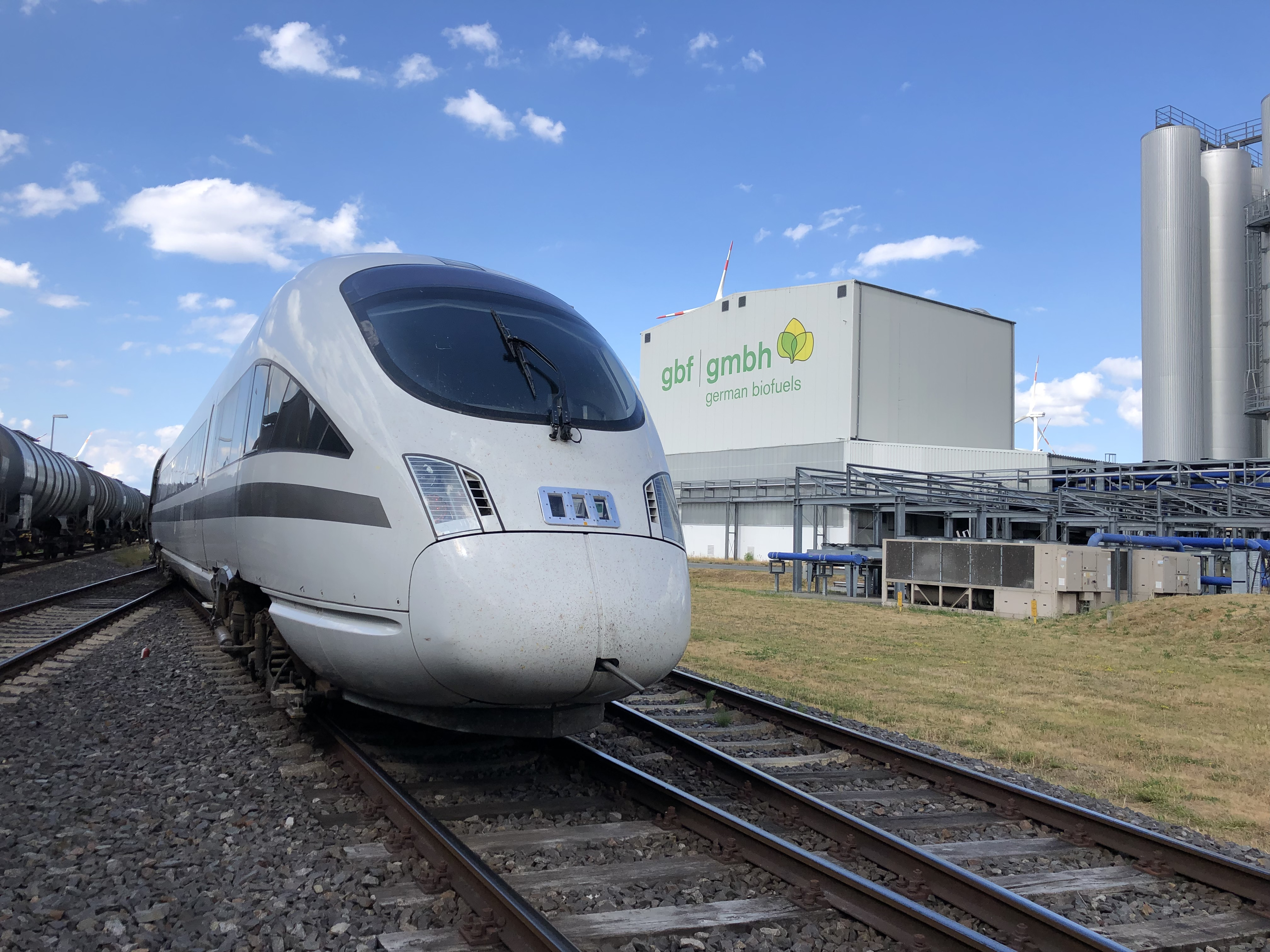
Advanced Trainlab (Juni 2022)

Als Advanced Trainlab (Eigenschreibweise: advanced TrainLab; abgekürzt als aTL) bezeichnet die Deutsche Bahn zwei Triebzüge der Baureihe 605, die als Versuchsträger für Technologien dienen. Sie „sollen der gesamten Bahnbranche für Experimente zur Verfügung stehen und jenes Spektrum an Versuchen innovativer Technologien abbilden, das mit den regulären Zügen im Personen- oder Güterverkehr der DB nicht möglich ist“.

## Fahrzeuge

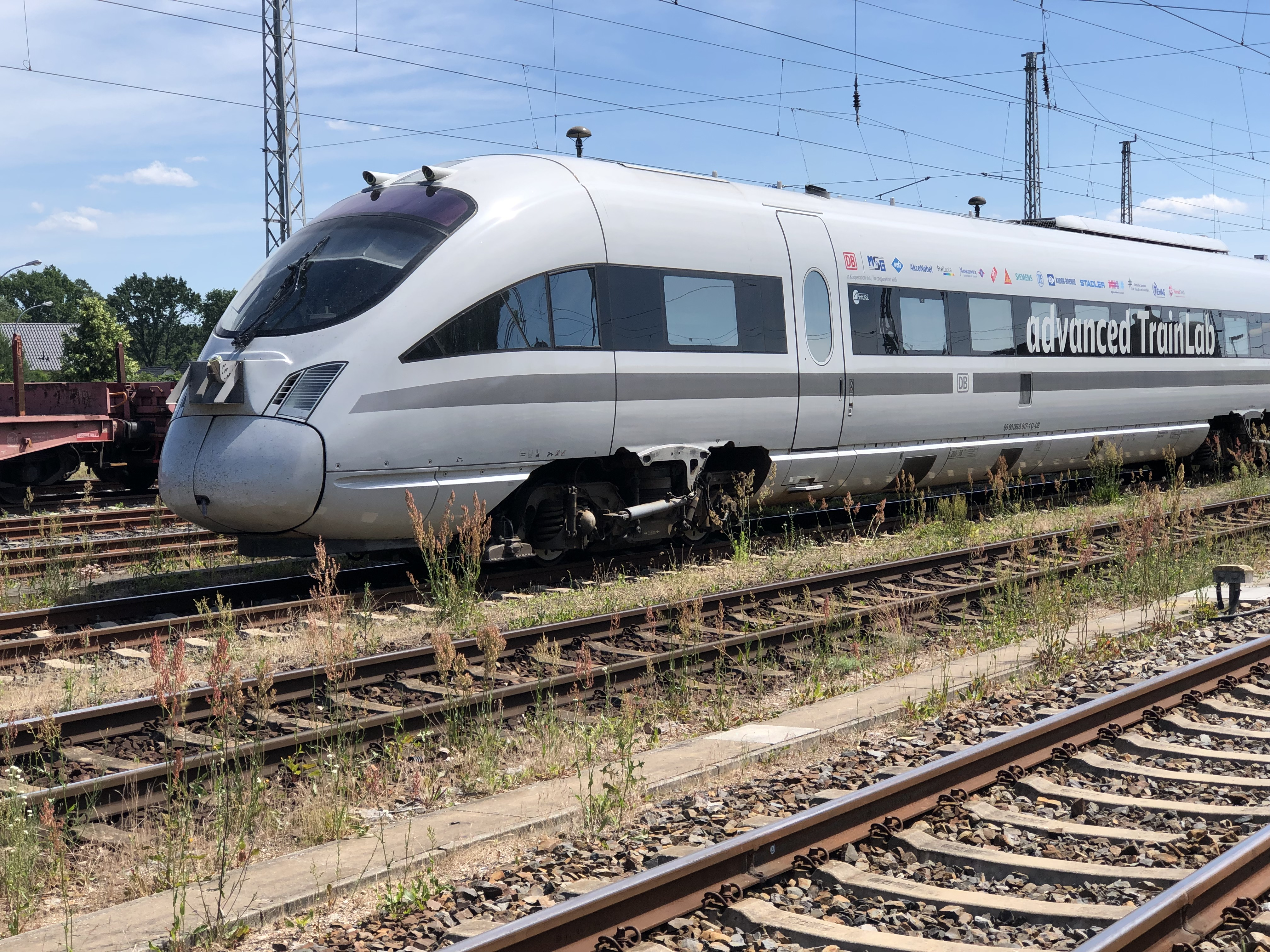
Ein Advanced Trainlab mit Sensorik am Endwagen

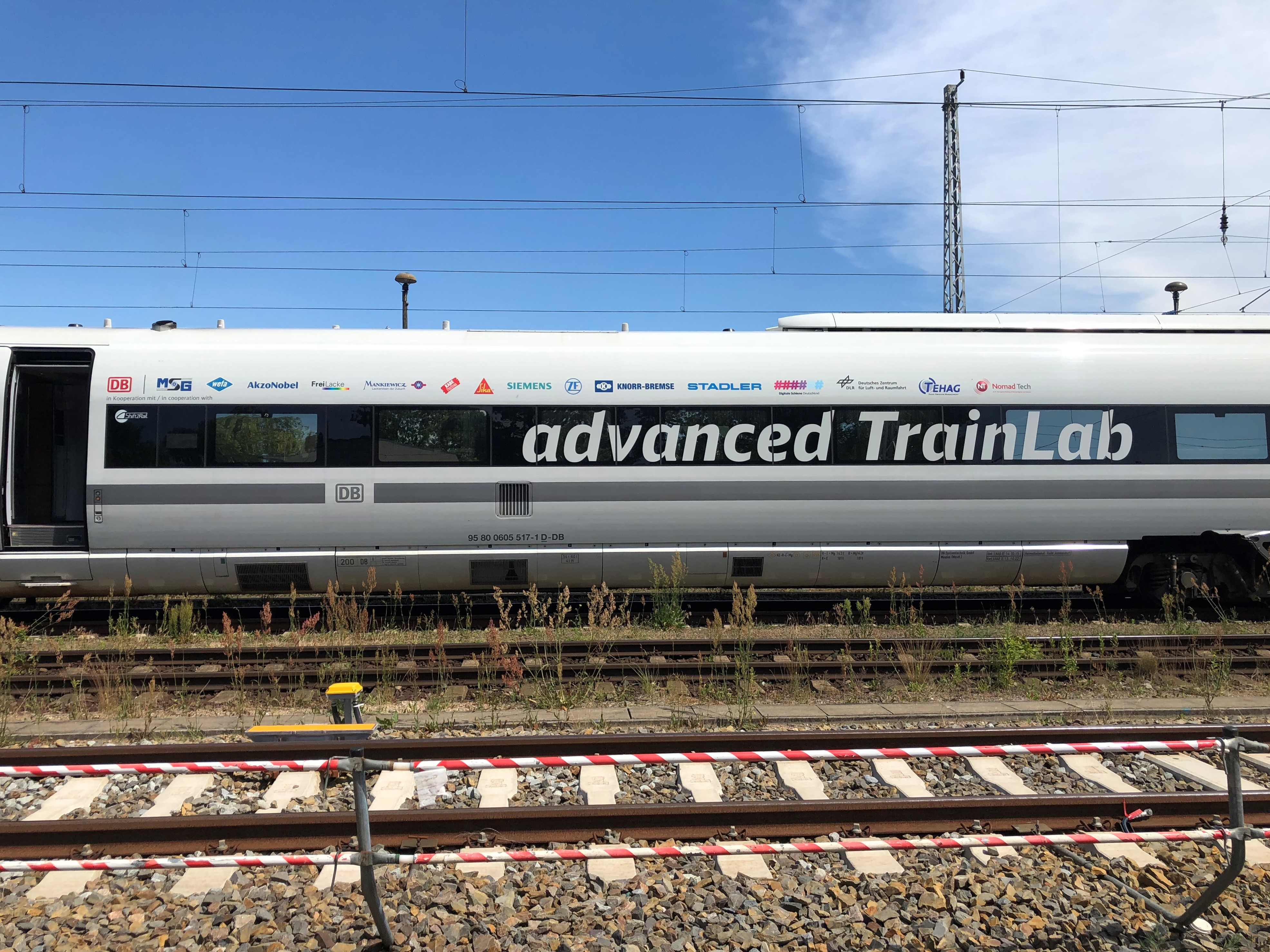
Die Projektpartner des Advanced Trainlab

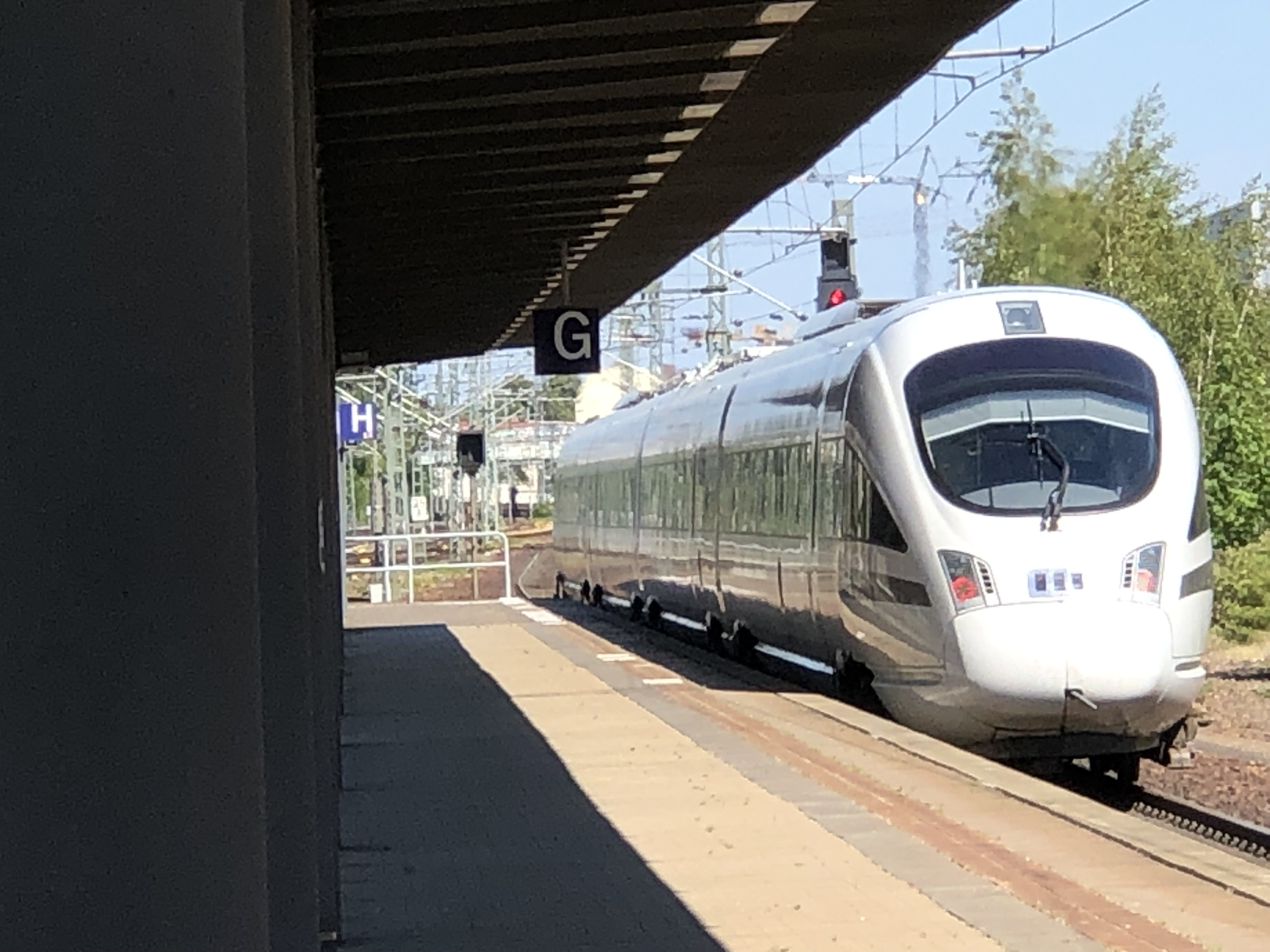
Ein Advanced Trainlab im Hauptbahnhof Potsdam

Mit dem aTL bietet der Technikbereich der DB eine Plattform zur Erprobung von Technologien. Sie besteht aus zwei 200 km/h schnellen dieselelektrischen Triebzügen der Baureihe 605 (605 017, 605 019), die bis 2017 als Intercity-Express-Züge im Personenfernverkehr im Einsatz waren.
In ihrem Inneren wurden einige Sitzreihen ausgebaut, um Platz für Messtechnik zu schaffen. Die Züge sind mit zahlreichen Antennen und Sensoren sowie einem Datennetzwerk ausgestattet, u. a. einem Referenz-Inertialmesssystem. Außerdem wurde der 605 017 mit einer Sensorik zur Hinderniserkennung und einer Plattform auf dem Dach des Zuges zur flexibleren Anordnung sowie Montage und Demontage von Antennen ausgerüstet.
Neben den Zugbeeinflussungssystemen Punktförmige Zugbeeinflussung und Linienförmige Zugbeeinflussung wurde 605 019 zu Erprobungszwecken zusätzlich mit dem European Train Control System ausgerüstet. Die Züge dienen auch für Tests von Mobilfunksystemen wie dem zukünftigen Bahnbetriebsfunk FRMCS.
Im Gegensatz zu ihrem ursprünglichen Intercity-Express-Design wurden an den Fahrzeugen der rote Streifen durch einen grauen ersetzt und auf der Fensterfront der Endwagen der Schriftzug „advanced TrainLab“ aufgeklebt.

## Geschichte

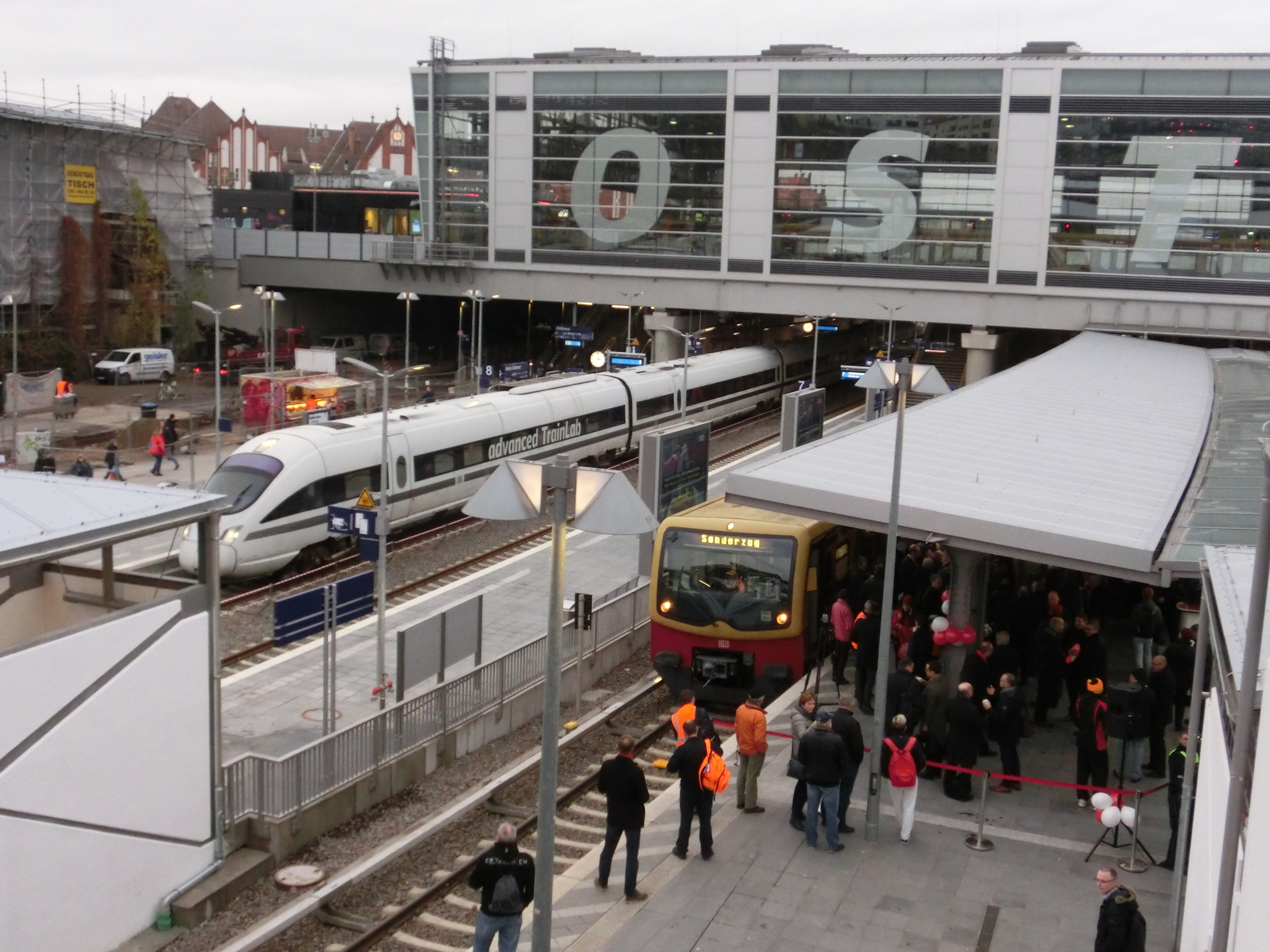
Advanced Trainlab am 6. Dezember 2018 in Berlin-Ostkreuz

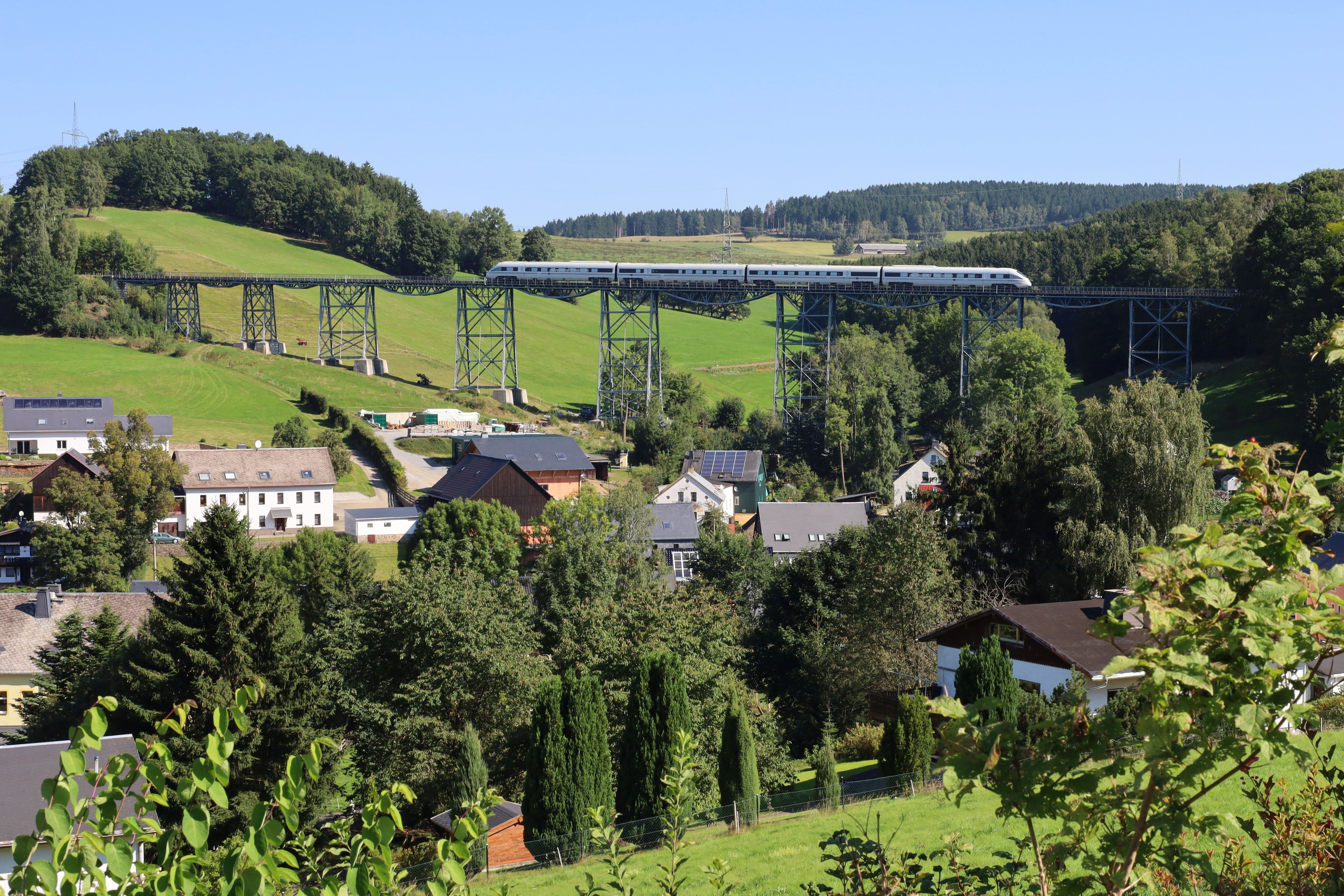
Advanced Trainlab auf dem Markersbacher Viadukt am 9. September 2021 auf der Bahnstrecke Annaberg-Buchholz–Schwarzenberg

Die beiden Fahrzeuge waren bis 2017 im Personenfernverkehr im Einsatz und wurden nach der Einstellung ihres kommerziellen Betriebes in Mukran auf der Insel Rügen abgestellt. Ende März 2018 wurden sie dann von dort in das Werk der MSG Maschinenbau und Service GmbH Ammendorf überführt. Die Fahrzeughalterschaft wurde zum 1. September 2018 der DB Systemtechnik übertragen. Der MSG obliegt die Fahrzeuginstandhaltung.
Am 20. Dezember 2018 fand mit dem mit rund 200 Fachleuten vollbesetzten 605 X17 eine Präsentationsfahrt durchs Erzgebirge statt. Zahlreiche Schaulustige säumten die Strecke.
Vom 14. bis 25. Oktober 2019 wurde der Zug für Adhäsionsmessfahrten in der Prignitz eingesetzt.
Am 18. November 2020 verunfallte der Zug bei einer Fahrt gegen einen Prellbock in Berlin-Nikolassee.
Anfang 2021 wurden Testfahrten auf der Berliner Goerzbahn als Strecke zur Objekt- und Hinderniserkennung in einem städtischen Umfeld erprobt.
Ein weiterer Triebzug (5519) diente zunächst als Reservefahrzeug, dessen Umrüstung war im August 2020 im Gang. Nach anderen Angaben wurde der Triebzug vorgehalten und sollte bei ausreichender Nachfrage betriebsfähig hergerichtet werden. Der Triebzug wurde Mitte 2021 fertiggestellt, auf ihm wurde im August 2021 mit der Erprobung einer ETCS-Ausrüstung von Stadler begonnen.
Am 17. Mai 2023 entgleiste der 605 017 auf einer Fahrt ins lokale Ausbesserungswerk im Stadtgebiet von Halle (Saale).